# CoRoT-5
CoRoT-5 är en ensam stjärna i den mellersta delen av stjärnbilden Enhörningen. Den har en skenbar magnitud av ca 14 och kräver ett starktteleskop för att kunna observeras. Baserat på parallax enligt Gaia Data Release 2 på ca 1,1 mas, beräknas den befinna sig på ett avstånd på ca 2 950 ljusår (ca 900 parsek) från solen.

## Egenskaper
CoRoT-5 är en gul till vit stjärna i huvudserien av spektralklass F9 V. Den har en massa som är ca 1,01 solmassor, en radie som är ca 1,16 solradier och har en effektiv temperatur av ca 6 100 K.

## Planetsystem
Kring CoRoT-5  kretsar en känd exoplanet, betecknad CoRoT-5b. Det katalogiserades som en del av CoRoT-uppdraget att hitta transiterande planeter, när en planet upptäcktes med hjälp av transitmetoden.
| Planet | Massa    | Halv storaxel (AE) | Siderisk omloppstid (d) | Excentricitet | Inklination | Radie |
| ------ | -------- | ------------------ | ----------------------- | ------------- | ----------- | ----- |
| b      | 0,459 MJ | 0,0495             | 4,0384                  | 0,09          | -           | -     |